# Having Fun with Elvis on Stage
Albums de Elvis Presley
Elvis Recorded Live on Stage in Memphis
(1974) Promised Land
(1975)
Having Fun with Elvis on Stage est un album d'Elvis Presley sorti en août 1974. C'est un album live qui ne comprend aucune musique : les deux pistes sont des collages de paroles prononcées par le chanteur entre ses chansons lors de divers concerts, principalement des plaisanteries échangées avec ses musiciens ou le public. Considéré comme l'un des pires disques de la carrière d'Elvis, il n'a jamais été réédité officiellement au format CD.

## Titres

### Face 1
1. (sans titre) – 18:06

### Face 2
1. (sans titre) – 19:00